# بيفان ويلسون
بيفان ويلسون (بالإنجليزية: Bevan Wilson)‏ هو لاعب اتحاد الرغبي نيوزيلندي، ولد في 22 مارس 1956 في أوتاغو في نيوزيلندا.

## وصلات خارجية
- بيفان ويلسون عل موقع إسبنسكروم (الإنجليزية)